# Annemarie von der Groeben
Annemarie von der Groeben (* 16. Dezember 1940 in Insterburg; † 1. März 2021 in Bielefeld) war eine deutsche Pädagogin und Schulreformerin.

## Familie
Annemarie war die Tochter von  Karl von der Groeben (1902–1989) und dessen Ehefrau Elisabeth (Lisa) von Lengerke (1906–1969).

## Biografie
Nach dem Abitur 1960  in Simmern/Hunsrück studierte Annemarie von der Groeben Germanistik, Romanistik und Philosophie. Ab 1967 unterrichtete sie an Gymnasien in Hamburg. 1976 wechselte sie zu der von Hartmut von Hentig gegründeten Bielefelder Laborschule, an der sie von 1989 bis zu ihrer Pensionierung 2006 Didaktische Leiterin war. Danach gründete sie mit anderen den Verein TABULA e.V., mit dessen Unterstützung sie das Projekt „Alle Kinder mitnehmen“ ins Leben gerufen hat. Lange Jahre war Annemarie von der Groeben Redaktionsmitglied der Zeitschrift Pädagogik.
Die Universität Bielefeld zeichnete sie 1998 mit der Ehrendoktorwürde aus. 2016 wurde von der Groeben vom Grundschulverband der Erwin-Schwarz-Grundschulpreis verliehen. In seiner Laudatio würdigte Hans Brügelmann, Fachreferent im Grundschulverband, Annemarie von der Groeben als „Kopf und Herz“ des Schulverbunds Blick über den Zaun, der 140 Reformschulen vereint, dessen Leitideen und pädagogische Standards sie maßgeblich mitverantwortet habe. Er hob ihre Fähigkeit hervor, „unter die Oberfläche von Alltagsbeobachtungen, aber auch von wissenschaftlichen Befunden zu schauen“ und mit klarer und sensibler Sprache ihre Ideen und Erfahrungen zu formulieren.

## Aktivitäten und Wirkungen
Neben ihrer langjährigen Arbeit in der Schule hat sich Annemarie von der Groeben in vielfältigen Aktivitäten für eine Reform von Schule und Unterricht engagiert. Es liege „im Eigeninteresse unserer Gesellschaft, dies zur obersten Priorität zu machen:  dass Kinder und Jugendliche – und gerade die sozial benachteiligten – ihre Schulzeit als sinnvolle und erfüllte Lebenszeit erfahren“. Bildungspolitisch fordert sie als Sekundarstufenlehrerin nachdrücklich, die Schule vom frühkindlichen Lernen bis zum Abschluss als einheitlich gedachten gemeinsamen Bildungsgang zu gestalten, die „Schule für alle“ über das vierte Schuljahr hinaus zu verlängern.
Ihr Lebensthema, wie Schule mit Heterogenität produktiv umgehen kann, ist für von der Groeben keine bloß methodisch-technische Frage, sondern vor allem eine pädagogische und didaktische Herausforderung. Für sie bedeutet Individualisierung, das Kind, den Jugendlichen als eigenständige Persönlichkeit wahr- und ernst zu nehmen, unterschiedliche Lernwege zu ermöglichen und Leistung individuell zu sehen und zu würdigen.
Mit dem Bielefelder Verein TABULA e. V. hat sie 2009 das Projekt „Alle Kinder mitnehmen“ initiiert, in dem sie mit Studierenden und ehrenamtlichen Mitarbeiterinnen Kinder fördert, die zu Hause nicht zureichend unterstützt werden – durch Lernhilfe bei schulischen Aufgaben, aber auch über vielfältige Bildungserfahrungen außerhalb des Unterrichts.
Zunächst für die Robert-Bosch-Stiftung, später für die Deutsche Schulakademie und wiederum für den Schulverbund Blick über den Zaun führt sie seit vielen Jahren – gemeinsam mit Ingrid Kaiser – die Pädagogische Werkstatt „Individualisierung“ durch, in der Lehrerteams aus verschiedenen Schulen über zwei Jahre hinweg im wechselseitigen Austausch von Ideen und Erfahrungen an der Entwicklung ihres Unterrichts arbeiten. Ihr Credo: Schule kann nur von unten reformiert werden.
Zuletzt war sie in der Arbeitsgruppe tätig, die die Streitschrift „Bildung gegen Spaltung“ herausgab und zu deren Herausgeberkreis sie gehörte. Ziel der Streitschrift ist es, sich für mehr Bildungsgerechtigkeit einzusetzen.

## Schriften (Auswahl)
- Lernberichte statt Zensuren. Erfahrungen von Schülern, Lehrer und Eltern mit W. Döpp und S. Thurn, 2002, Klinkhardt: Bad Heilbrunn.
- Unsere Standards. Ein Diskussionsentwurf, vorgelegt von „Blick über den Zaun – Bündnis reformpädagogisch engagierter Schulen“ mit W. Harder u. a., 2005, in: Neue Sammlung, 55. Jg., H. 2, S. 253–297.
- Hrsg.: Yildiz und Aytekin. Die zweite Generation erzählt, 2006, Hammer Verlag: Wuppertal.
- Verschiedenheit nutzen. Besser lernen in heterogenen Gruppen, 2008, Cornelsen Scriptor: Berlin(als erweiterter Zweiteiler neu 2013/14).
- Lesen und Verstehen: Ein Leitfaden für individuelle Lesebegleitung mit G. Husemann und Ida Hackenbroich-Krafft, 2008, Barbara Budrich: Wiesbaden.
- Alle Kinder mitnehmen. Ein Praxismodell für nachhaltige Bildungsförderung mit Julia Krohne, 2009, Bielefelder Netzwerk für Bildung.
- Wir wollen Schule machen! Eine pädagogische Streitschrift, 2010, Barbara Budrich: Wiesbaden.
- Werkstatt Individualisierung mit I. Kaiser, 2012, Bergmann & Helbig: Hamburg.
- Leistung sehen, fördern, werten: Neue Wege für die Schule Taschenbuch, mit F. Winter, 2002, Julius Klinkhardt: Bad Heilbrunn.
- Literalität und Leistung mit Wiltrud Döpp, Gudrun Husemann, Marlene Schütte, Hella Völker, 2009 Julius Klinkhardt Bad Heilbrunn.
- Bildung gegen Spaltung. Eine Streitschrift. Hrsg. zusammen mit Hans Brügelmann, Hilbert Meyer, Renate Nietzschmann und Susanne Thurn. 2020, Debus Pädagogik.